# Luka Bošković
Luka Bošković (serbisch-kyrillisch Лука Бошковић, * 6. Juli 2006) ist ein serbischer Leichtathlet, der sich auf den Weitsprung spezialisiert hat.

## Sportliche Laufbahn
Erste internationale Erfahrungen sammelte Luka Bošković im Jahr 2022, als er bei den U18-Balkan-Meisterschaften in Bar mit einer Weite von 7,13 m den fünften Platz belegte. Anschließend gelangte er bei den U20-Balkan-Meisterschaften in Denizli mit 7,13 m auf den siebten Platz. 2024 gewann er bei den U20-Balkan-Hallenmeisterschaften in Belgrad mit 7,38 m die Silbermedaille und anschließend belegte er bei den Balkan-Hallenmeisterschaften in Istanbul mit 7,67 m den fünften Platz. Im Mai gelangte er bei den Freiluft-Balkan-Meisterschaften in Izmir mit 7,65 m auf den siebten Platz im Weitsprung und belegte mit der serbischen 4-mal-100-Meter-Staffel in 41,78 s den fünften Platz. Im August gewann er bei den U20-Weltmeisterschaften in Lima mit 7,93 m die Silbermedaille im Weitsprung. Im Jahr darauf gewann er bei den U20-Balkan-Hallenmeisterschaften in Sofia mit 7,25 m die Bronzemedaille im Weitsprung und verpasste dann bei den Halleneuropameisterschaften in Apeldoorn mit 7,15 m den Finaleinzug. Im Juli siegte er mit 7,66 m bei den U20-Balkan-Meisterschaften in Craiova, ehe er bei den U20-Europameisterschaften in Tampere mit 7,69 m die Bronzemedaille gewann.
2024 wurde Bošković serbischer Meister im Weitsprung.

## Persönliche Bestleistungen
- Weitsprung: 7,94 m (+1,9 m/s), 29. Juni 2024 in Kraljevo